# 管好你自己
〈管好你自己〉（英語："Mind Your Business"）是美國歌手威廉和布蘭妮·斯皮爾斯的歌曲，於2023年7月21日由史詩唱片發行。這是他們繼〈誘人男聲〉（2011年）、〈尖叫吶喊〉（2012年），以及〈愛應該很簡單〉（2013年）後第四次合作。〈管好你自己〉發行後主要獲得負面評價，包括批評它的製作、聲樂，以及歌詞。

## 背景與發行
音樂對很多人來說都是一種治療方式。舞蹈對許多人來說都是一種治療方式（...）當你與音樂、節奏、歌曲、旋律和和聲產生聯繫，並透過它表達自我，它會幫助你解決你正在經歷的任何事情，每次當我在Instagram上看到（布蘭妮）跳舞時都會看到這一點。我很高興，因為我看到她有多熱愛音樂。有時候跟她合作——當你身處錄音室裡創作音樂時，這就成為唯一重要的事情——所以我看到了同樣的光芒、同樣的快樂、同樣的愛和激情。——威廉談及與斯皮爾斯在歌曲的合作以及音樂與舞蹈的淨化作用，《綜藝》
2022年9月，威廉在《早安英國》上暗示與斯皮爾斯的合作，表示「有一些事情正在進行」，但未有進一步闡述。他們過往曾合作過〈誘人男聲〉（2011年）、〈尖叫吶喊〉（2012年），以及〈愛應該很簡單〉（2013年）三首歌曲。其中〈愛應該很簡單〉收錄在斯皮爾斯的第八張錄音室專輯《勁舞布蘭妮》（2013年），威廉亦負責製作專輯多首收錄曲，並同時擔任專輯的執行製作人。
2023年7月17日，威廉在個人社交媒體上宣布了此次合作，並附上歌曲的試聽片段及其預先儲存鏈結。貼文引用了〈尖叫吶喊〉的歌詞：「你現正跟著威廉和布蘭妮一起搖滾，婊子」。斯皮爾斯在快板節拍上唱出的一段歌詞亦同時供試聽：「管好你自己，婊子！」。
〈管好你自己〉的發行消息於2023年7月18日正式公開，並在2023年7月21日經線上下載及串流媒體平台發佈。這是斯皮爾斯繼與艾爾頓·強合作的〈抱緊我〉（2022年），相隔近一年後的新單曲。她在接受《Vogue》訪問時提及這首歌曲「在多年前便已經錄製好，而現在則是時候把它重新製作並分享給自己了不起的歌迷」。歌曲的大衛·庫塔重混版其後在同年9月1日發行。

## 封面
單曲的封面在2023年7月19日釋出。封面描繪出威廉與斯皮爾斯背對背站立，身穿略帶粉紅色的黑色服裝。封面使用斯皮爾斯的一張2003年舊照，這引發大眾質疑她實際參與這次合作的程度。評論家指出封面上的二人與現時的外型差異，認為這是歌曲的「首個災難預兆」。

## 專業評價
〈管好你自己〉主要獲得音樂評論家的負面評價。《態度》的傑米·塔貝爾從滿分五星給出一星評價，批評威廉在發行這首歌時「愚蠢地做出錯誤判斷」，形容它「難以進耳」並帶有「毫無意義」的歌詞，並認為斯皮爾斯「幾乎缺席整場合作」，原因是「她（的聲音）聽起來完全不像本人」 。《偏鋒雜誌》的亞歷克斯·坎普同樣給予負面評價，稱歌曲「重複得極為無聊」和「愚蠢」，並帶有「斯皮爾斯猶如機械兼被大卸八塊的聲樂」。《耶洗別》的里奇·朱茲維亞克寫道：「假如你告訴我這是一首人工智能模仿布蘭妮的歌曲，我完全不會感到意外」。紐西蘭新聞媒體Stuff的利里克·懷維裡-史密斯稱歌曲為斯皮爾斯「有史以來最差的歌」，並批評它聽起來就像「小孩子在DJ混音玩具做出的作品」，而「沒有意義」的歌詞則是「網路口語和隨機詞彙的混搭，沒有任何實際意思」。英國報章《i》的埃米莉·布特形容歌曲「做作、容易忘記且刺耳」以及是「你能想像出最敷衍的流行音樂」。她進一步對斯皮爾斯在監管期結束後的福祉表示擔憂，表示：「如果斯皮爾斯只是被用作以前的自己傀儡，以推進其他人的商業發展，那麼她重回流行聚光燈下就沒甚麼值得慶祝了」。
《時尚芭莎》的比安卡·貝當古給出截然不同的評價，認為歌曲為斯皮爾斯的「勝利回歸」，而且是一首「無庸置疑的好歌」。《前音後果》形容歌曲「有趣兼適合跳舞」，並帶有「強勁的節奏和重複的段落『管好你自己，婊子』」，這首單曲給予全部從兩位流行代表合作中想要得到的。

## 商業成績
在美國，〈管好你自己〉未有打進《告示牌》百大單曲榜。然而歌曲首週以超過4,600首銷量成為斯皮爾斯第四首兼威廉第二首Dance/Electronic Digital Song Sales冠軍作品。歌曲亦最高登上Dance/Electronic Songs第8位，成為斯皮爾斯第四首兼威貳第三首打進前10位歌曲。歌曲在榜單連續逗留了四週，最終從第47位出榜。歌曲亦最高登上全類型的Digital Songs榜單第12位，距離前10位僅約1,200首銷量。大衛·庫塔的重混版推出後，〈管好你自己〉重新回到Dance/Electronic Songs榜單第33位。
〈管好你自己〉發行後打進全球多國下載榜單，包括德國的第8位、英國單曲銷售榜第11位，以及加拿大的第16位。歌曲僅打進兩國的正式榜單，包括以色列的第6位以及厄瓜多的第27位。歌曲亦打進多個拉美盎格魯電台榜。

## 歌曲列表
- 線上下載與串流媒體
  1. 〈管好你自己〉 – 3:15

- CD
  1. 〈管好你自己〉 – 3:16
  2. 〈管好你自己〉（電台剪輯版） – 3:13

- 線上下載與串流媒體（大衛·庫塔重混版）
  1. 〈管好你自己〉（大衛·庫塔重混版） – 1:58

## 製作名單
製作名單取自Spotify
- 安東尼·普雷斯頓（英语：Anthony Preston (record producer)） - 詞曲創作
- 布蘭妮·斯皮爾斯 - 詞曲創作、演唱
- 強尼·戈爾茨坦（英语：Johnny Goldstein） - 詞曲創作、製作
- 威廉 - 詞曲創作、演唱、製作

## 榜單排名
| 榜單（2023年）                               | 最高 位置 |
| -------------------------------------------- | --------- |
| 加拿大（《告示牌》Digital Song Sales）       | 16        |
| 智利（拉美監控盎格魯榜）                     | 5         |
| 多明尼加（拉美監控盎格魯榜）                 | 17        |
| 厄瓜多（拉美監控盎格魯榜）                   | 15        |
| 厄瓜多（Top 100）                            | 27        |
| 薩爾瓦多（拉美監控盎格魯榜）                 | 4         |
| 法國（Club 40）                              | 11        |
| 德國（GfK娱乐榜单Digital Song Sales）        | 8         |
| 瓜地馬拉（拉美監控盎格魯榜）                 | 8         |
| 宏都拉斯（拉美監控盎格魯榜）                 | 8         |
| 以色列（媒体森林）                           | 6         |
| 荷蘭（Tipparade）                            | 26        |
| 紐西蘭（RMNZ Hot Singles）                   | 27        |
| 尼加拉瓜（拉美監控盎格魯榜）                 | 5         |
| 巴拿馬（拉美監控盎格魯榜）                   | 9         |
| 英國（OCC Singles Sales）                    | 11        |
| 烏拉圭（拉美監控盎格魯榜）                   | 11        |
| 美國（《告示牌》Billboard Digital Songs）    | 12        |
| 美國（《告示牌》Hot Dance/Electronic Songs） | 8         |

## 發行歷史
| 地區   | 日期          | 形式              | 版本            | 廠牌 | 來源   |
| ------ | ------------- | ----------------- | --------------- | ---- | ------ |
| 多國   | 2023年7月21日 | 線上下載 串流媒體 | 原版            | 史詩 | [ 46 ] |
| 意大利 | 2023年7月21日 | 电台播放          | 原版            | 索尼 | [ 47 ] |
| 美國   | 2023年8月8日  | CD                | 原版 電台剪輯版 | 史詩 | [ 48 ] |
| 多國   | 2023年9月1日  | 線上下載 串流媒體 | 大衛·庫塔重混版 | 史詩 | [ 49 ] |

## 資料來源
1. 1 2  Camp, Alexa. . Slant Magazine. 2023-07-20  [2023-07-21]. （原始内容存档于2023-07-22）.
2. 1 2  Wagmeister, Elizabeth. . Variety. 2023-07-21  [2023-07-21]. （原始内容存档于2023-07-21）.
3. ↑  Evans, Connie. . Evening Standard. 2022-09-27  [2023-07-18]. （原始内容存档于2022-10-08）.
4. 1 2  Garcia, Thania. . Variety. 2023-07-17  [2023-07-18]. （原始内容存档于2023-07-17）.
5. ↑  Curto, Justin. . Vulture. 2023-07-18  [2023-07-19]. （原始内容存档于2023-07-19）.
6. ↑  Aniftos, Rania. . Billboard. 2023-07-17  [2023-07-18]. （原始内容存档于2023-07-18）.
7. ↑  Dunworth, Liberty. . NME. 2023-07-18  [2023-07-18]. （原始内容存档于2023-07-18）.
8. 1 2 3  Mier, Tomás. . Rolling Stone. 2023-07-18  [2023-07-19]. （原始内容存档于2023-07-19）.
9. 1 2  Nugent, Annabel. . The Independent. 2023-07-18  [2023-07-18]. （原始内容存档于2023-07-18）.
10. ↑  Allaire, Christian. . Vogue. 2023-07-21  [2023-07-23]. （原始内容存档于2023-07-23）.
11. ↑  Myers, Kristin. . The Blast. 2023-09-01  [2023-09-02]. （原始内容存档于2023-09-02）.
12. 1 2  Gerber, Arielle. . Music Times. 2023-07-18  [2023-07-19]. （原始内容存档于2023-07-19）.
13. 1 2  Bootle, Emily. . i. 2023-07-21  [2023-07-22]. （原始内容存档于2023-07-22）.
14. 1 2  Tabberer, Jamie. . Attitude. 2023-07-21  [2023-07-22]. （原始内容存档于2023-07-22）.
15. ↑  Juzwiak, Rich. . Jezebel. 2023-07-21  [2023-07-23]. （原始内容存档于2023-07-23）.
16. ↑  Waiwiri-Smith, Lyric. . Stuff. 2023-07-21  [2023-07-22]. （原始内容存档于2023-07-22）.
17. ↑  Betancourt, Bianca. . Harper's Bazaar. 2023-07-21  [2023-07-22]. （原始内容存档于2023-07-22）.
18. ↑  Harrison, Scoop; Vito, Jo. . Consequence. 2023-07-21  [2023-07-22]. （原始内容存档于2023-07-22）.
19. ↑  McIntyre, Hugh. . Forbes. 2023-08-09  [2024-03-30]. （原始内容存档于2023-08-10）.
20. 1 2  McIntyre, Hugh. . Forbes. 2023-08-07  [2023-08-15]. （原始内容存档于2023-08-11）.
21. ↑  . Billboard. 2023-08-05  [2023-08-15]. （原始内容存档于2023-08-06）.
22. ↑  . Billboard. 2023-08-12  [2023-08-15]. （原始内容存档于2023-08-10）.
23. ↑  . Billboard. 2023-08-26  [2023-08-26]. （原始内容存档于2024-10-10）.
24. ↑  . Billboard. 2023-08-19  [2023-08-15]. （原始内容存档于2023-08-16）.
25. ↑  . Billboard. 2023-08-05  [2023-08-15]. （原始内容存档于2023-08-04）.
26. ↑  . Billboard. 2023-09-12  [2023-09-12]. （原始内容存档于2023-09-12）.
27. 1 2  . Official German Charts.   [2023-08-03]. （原始内容存档于2022-05-24）.
28. 1 2  . Official Charts Company. 2023-07-28  [2023-07-29]. （原始内容存档于2023-07-29）.
29. 1 2  . Billboard.   [2023-08-03]. （原始内容存档于2023-08-03）.
30. 1 2  . 2023-08-30  [2024-03-30]. （原始内容存档于2024-08-14）.
31. 1 2  . Media Forest.   [2023-08-14]. （原始内容存档于2023-07-31）.
32. 1 2  . Monitor Latino.   [2023-08-09]. （原始内容存档于2023-08-18）.
33. 1 2  . Monitor Latino.   [2023-08-09]. （原始内容存档于2023-08-10）.
34. 1 2  . Monitor Latino.   [2023-08-02]. （原始内容存档于2023-08-01）.
35. 1 2  . Monitor Latino.   [2023-08-02]. （原始内容存档于2023-08-01）.
36. 1 2  . Monitor Latino.   [2023-08-02]. （原始内容存档于2023-08-01）.
37. 1 2  . Monitor Latino.   [2023-08-02]. （原始内容存档于2023-08-01）.
38. 1 2  . Monitor Latino.   [2023-08-02]. （原始内容存档于2023-08-01）.
39. 1 2  . Monitor Latino.   [2023-08-09]. （原始内容存档于2023-08-10）.
40. 1 2  . Monitor Latino.   [2023-08-09]. （原始内容存档于2023-08-10）.
41. ↑  . Club 40.   [2023-10-07]. （原始内容存档于2017-07-21）.
42. ↑  . Dutch Top 40.   [2023-08-10]. （原始内容存档于2024-05-30）.
43. ↑  . Recorded Music NZ. 2023-07-31  [2023-07-29]. （原始内容存档于2023-07-28）.
44. ↑  "will.i.am Chart History (Digital Song Sales)". Billboard.  [2023-08-03].（英語）.
45. ↑  "will.i.am Chart History (Hot Dance/Electronic Songs)". Billboard.  （英語）.
46. ↑  . Apple Music (US). 2023-07-21  [2023-07-20]. （原始内容存档于2023-07-21）.
47. ↑  Sisti, Sara.  (新闻稿). EarOne. 2023-07-21  [2023-07-21]. （原始内容存档于2023-07-21）.
48. ↑  . epicrecords.shop.musictoday.com. 2023-08-08  [2023-11-21]. （原始内容存档于2023-11-22）.
49. ↑  . Apple Music (US). 2023-09-01  [2023-09-01]. （原始内容存档于2023-09-01）.